# Stanislav Labík
Stanislav Labík (* 28. září 1951) je český chemik, vysokoškolský učitel a komunální politik. Mezi lety 2016–2019 působil jako první předseda Národního akreditačního úřadu pro vysoké školství.

## Biografie
Je odborníkem na fyzikální chemii, přičemž v této oblasti je známá jeho rozsáhlá pedagogická a vědecká činnost. Má za sebou dlouhodobé působení na Vysoké škole chemicko-technologické v Praze (Fakulta chemicko–inženýrská – FCHI, Ústav fyzikální chemie), přičemž v letech 2002–2007 byl prorektorem (pro pedagogiku). Mezi lety 2010–2014 byl též děkanem FCHI VŠCHT. V letech 2013–2015 byl místopředsedou Kontrolní rady Grantové agentury České republiky (GA ČR). Mezi lety 2015–2016 byl též předsedou Kontrolní rady GA ČR. Má zkušenosti jako člen mnoha pracovních skupin a odborných grémií týkajících se vysokoškolského vzdělávání, vědy a výzkumu. Působil též v komunální politice, kde byl zvolen zastupitelem za Unii svobody a vykonával funkci místostarosty Prahy 12.

## Akreditační úřad
V červnu 2016 byl jmenován na šestileté funkční období Vládou ČR (navržen Ministerstvem školství, mládeže a tělovýchovy České republiky – MŠMT) s účinností od 1. září 2016 předsedou nově vznikajícího Národního akreditačního úřadu pro vysoké školství. Česká konference rektorů i Rada vysokých škol jeho nominaci hodnotily pozitivně. Vedení tohoto úřadu se ujal spolu se svými zástupci, místopředsedy – právníkem Ivanem Barančíkem, rektorem Vysoké školy logistiky, o.p.s, v Přerově, místopředsedou České konference rektorů, a s Tomášem Jelínkem, bývalým kancléřem Univerzity Karlovy, poté zaměstnancem MŠMT připravujícím koncepční materiály pro vysoké školství. Profesor Labík i jeho zástupci se dle zákona kvůli nezávislosti působení v tomto úřadu museli vzdát všech akademických funkcí, resp. zaměstnaneckých poměrů. Ve funkci skončil k dubnu 2019, přičemž zástupci vysokých škol Labíkovo působení ve funkci zhodnotili pozitivně.